# May'n
Mei Nakabayashi (中林 芽依 Nakabayashi Mei?, n. 21 octombrie 1989), cunoscută sub numele de scenă May'n (メイン Mein?), este o cântăreață japoneză din Nagoya, asociată agenției de talente Horipro⁠(d). Aspirând la o carieră în muzică încă din copilărie, ea a început să cânte în 2003, când a trecut o audiție organizată de Horipro. S-a lansat în 2005 la casa de discuri Universal Music cu primul său disc single „Crazy Crazy Crazy”. A mai scos două single-uri cu Universal Music, după care a trecut la Victor Entertainment⁠(d) în 2008. În același an, a debutat în ca interpretă a rolului lui Sheryl Nome în seria anime Macross Frontier⁠(d).
Stilul muzical al lui May'n este variat, ea acoperind în creația sa genuri de la pop și rock până la dance și R&B. Cântecele sale au fost preluate de mai multe serii anime, printre care Macross Frontier⁠(d), Aria the Scarlet Ammo⁠(d), Accel World⁠(d), Aquarion Logos⁠(d) și Isekai Shokudou⁠(d). De asemenea, a luat parte la mai multe festivaluri muzicale din Japonia și restul Asiei, Europa și America de Nord. În 2013, a reprezentat Japonia la ABU TV Song Festival⁠(d) în Vietnam.

## Copilărie
Nakabayashi s-a născut în Nagoya la 21 octombrie 1989. Era pasionată de muzică de la o vârstă fragedă, îngânând primele melodii când avea trei ani. Și-a exprimat, de asemenea, interesul față de serialele anime precum Sailor Moon, mai ales după ce a auzit piesa laitmotiv a acesteia – „Moonlight Densetsu⁠(d)” – într-un local cu karaoke. În 2003, când avea 13 ani, a participat la cea de-a 28-a ediție a „HoriPro – Talent Scout Caravan – Love Music – Audition” (ホリプロ・タレントスカウトキャラバン・ラブミュージック・オーディション. Horipuro・Tarento Sukauto Kyaraban・Rabu Myūjikku・Ōdishon?) unde, din 34.911 de participanți, a fost printre cei patru ajunși în finală.

## Carieră
Nakabayashi și-a făcut debutul în muzică la casa de discuri Universal Music Japan, lansându-și primul single „Crazy Crazy Crazy” la 27 aprilie 2005; discul single a fost re-lansat la 1 iunie același an, conținând o piesă în plus. A urmat single-ul digital „Happy” în decembrie 2005. Cel de-al doilea disc single, „Sympathy”, a fost publicat la 3 august 2005. Al treilea disc single, „Fallin' in or Not”, a apărut la 27 septembrie 2006. Piesa principală din single a fost preluată ca muzică de încheiere a seriei anime Love Get Chu⁠(d).

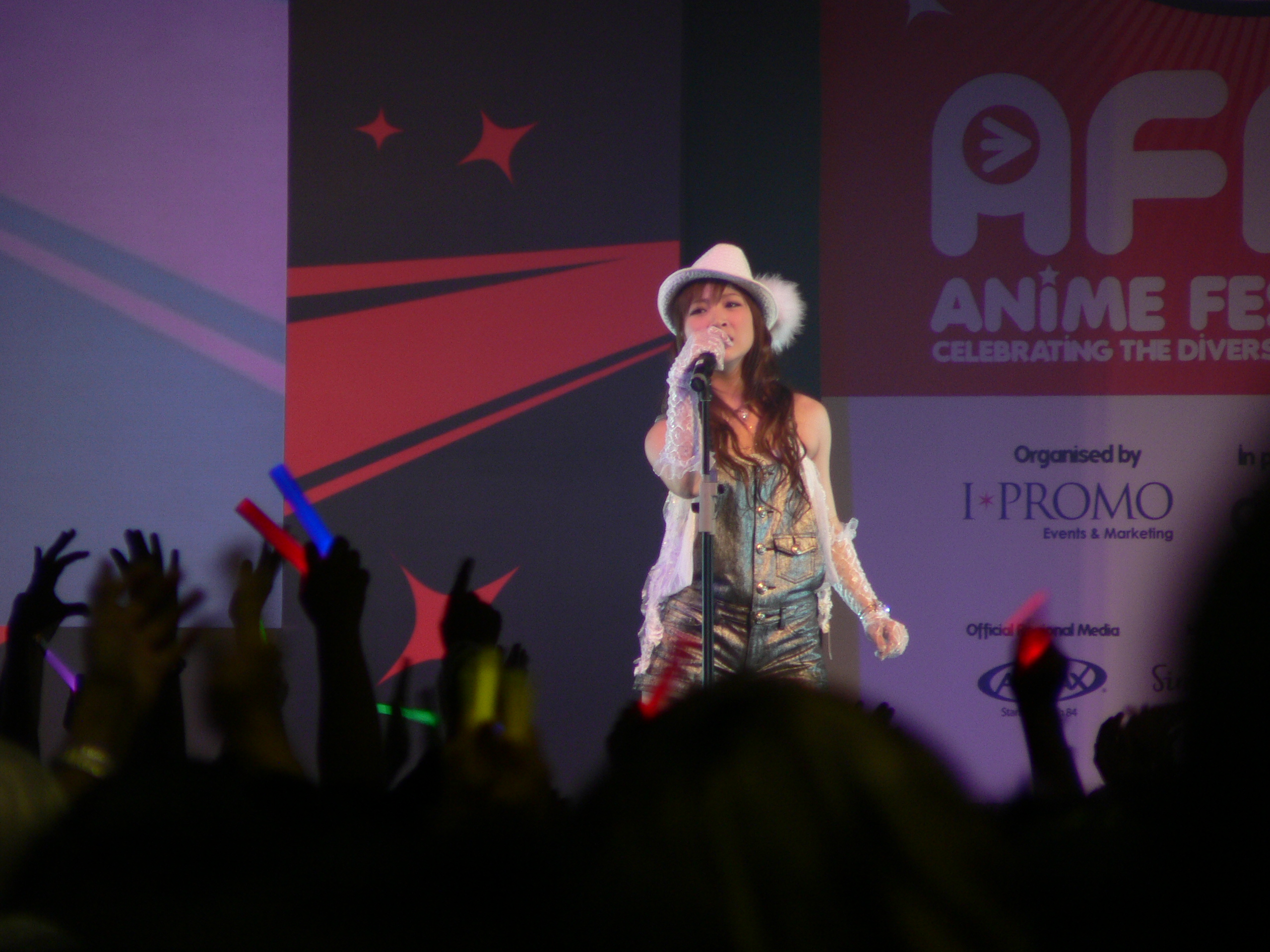
May'n evoluând la Anime Festival Asia 2008, în Singapore, noiembrie 2008

Nakabayashi a trecut la Victor Entertainment⁠(d) în 2008 și tot atunci și-a însușit numele de scenă May'n. În același an, a devenit faimoasă interpretând rolul lui Sheryl Nome în seria anime Macross Frontier⁠(d). Mai târziu, avea să lanseze două single-uri asociate seriei:  „Diamond Crevasse / Iteza Gogo Kuji Don't be late” (ダイアモンド クレバス/射手座☆午後九時Don’t be late?) și „Lion”, ambele intrând în top 3 al clasamentului Oricon Weekly Chart, în săptămâna lor de debut. A fost invitată să interpreteze „Iteza Gogo Kuji Don't be late” și „Northern Cross” la Animelo Summer Live⁠(d) 2008. În luna noiembrie a aceluiași an, a urcat pentru prima dată pe scenă în străinătate, participând la Anime Festival Asia⁠(d) în Singapore. Între timp, a devenit un oaspete regulat al festivalului, mergând și la edițiile acestuia din Malaezia, Indonezia și Tailanda.
În ianuarie 2009, May'n a lansat un mini-album numit May'n Street, care a atins poziția 2 în clasamentul Oricon Weekly Chart în prima sa săptămână. A urmat lansarea discului single „Kimi Shinitamō Koto Nakare” (キミシニタモウコトナカレ? Thou Shalt Not Die) la 6 mai 2009, piesa principală a căruia a servit ca muzică de generic pentru seria anime Shangri-La. Primul său album complet, Styles, a fost lansat în noiembrie 2009; acesta a ajuns pe poziția 7 în clasamentul Oricon Weekly. În luna ianuarie a anului următor, a susținut primul concert solo, la Nippon Budokan⁠(d), biletele fiind epuizate în prima zi. Două luni mai târziu, a întreprins primul său turneu asiatic, organizând concerte în Malaezia, Hong Kong și Taiwan. În iulie, a continuat turneul, de data aceasta numai în Japonia, evoluând pe scena a 17 orașe. Al doilea album, Cosmic Cuune, a fost lansat în noiembrie 2010, May'n interpretând rolul lui Sheryl Nome. Către sfârșitul anului, a înregistrat piesa laitmotiv a filmului Incite Mill -7 Day Death Game-. În februarie 2011, a publicat un film documentar 3D May'n The Movie: Phonic Nation, iar la scurt timp și-a lansat cel de-al treilea album, If you..., care a ajuns pe poziția 7 în Oricon Weekly Chart. În martie 2011, a urcat pentru a doua oară pe scena Budokan într-un concert solo. În același an, a participat la Japan Expo⁠(d) la Paris și a interpretat cântecul „Mr. Super Future Star”, preluat ca piesă laitmotiv pentru jocul video E.X. Troopers⁠(d), dezvoltat de Capcom.
În 2011 și 2012, May'n a colaborat cu muzicianul Daisuke Asakura⁠(d) la discul single „Scarlet Ballet”, preluat ca piesă laitmotiv de seria anime Aria the Scarlet Ammo⁠(d), și „Chase the world”, cântec de generic la seria anime Accel World⁠(d). Și-a lansat cel de-al patrulea album, Heat, la 21 martie 2012. A reprezentat Japonia⁠(d) în octombrie 2013 la ABU TV Song Festival 2013⁠(d) în Hanoi, Vietnam, interpretând piesa „Vivid”. Trebuia să participe și la Carnavalul Animax din Filipine în decembrie 2013, dar evenimentul a fost anulat din cauza consecințelor taifunului Haiyan.
În 2014, May'n și-a lansat cel de-al cincilea album, New World. În același an, a susținut un concert solo în San Francisco și un spectacol în Union Square⁠(d), parte a J-Pop Summit Festival 2014.
Pentru seria anime din 2015 Aquarion Logos⁠(d), May'n a interpretat cântecul „Yamaidare darlin'”, prima piesă de generic, după care „Yoake no Logos” (a doua piesă de generic) și „Hontō no Koe wo Anata ni Azuketakute” (al doilea cântec de încheiere; interpretare cu Haruka Chisuga). Și-a lansat cel de-al cincilea album, Powers of Voice, la 7 septembrie 2015. În martie, a luat parte la Carnavalul Animax din Malaezia. În 2016, a interpretat „Belief”, piesă de generic a seriei anime Taboo Tattoo⁠(d). A mai înregistrat și „Hikari Aru Basho e”, cântecul de încheiere al seriei anime din 2016 Shūmatsu no Izetta⁠(d) (engleză Izetta: The Last Witch). În octombrie 2016, a evoluat la Carnavalul Animax Carnival din Filipine.
În 2017, May'n a înregistrat, în colaborare cu colectivul de actori de voce ai anime-ului Wake Up, Girls!⁠(d), cântecul „One in a Billion”, preluat ca piesă de generic a seriei anime Isekai Shokudou⁠(d) (engleză Restaurant to Another World). În mai, a participat la conferința Anime Central⁠(d) din Illinois, SUA, cât și la Festivalul Asiatic de Anime din Indonezia în august, înlocuind-o pe Ami Wajima⁠(d), care la acel moment avea probleme de sănătate. May'n și-a lansat cel de-al șaptelea album, Peace of Smile, la 30 octombrie 2017. A mers în Singapore în martie 2018, pentru a lua parte la festivalul tematic Anime Garden. În luna iulie a aceluiași an, a participat la festivalul Anisong World Matsuri din Los Angeles. În septembrie 2018, May'n și Megumi Nakajima⁠(d), care a jucat-o pe Ranka Lee în Macross Frontier, au lansat discul single „Good job!”.

## Stil muzical și influențe

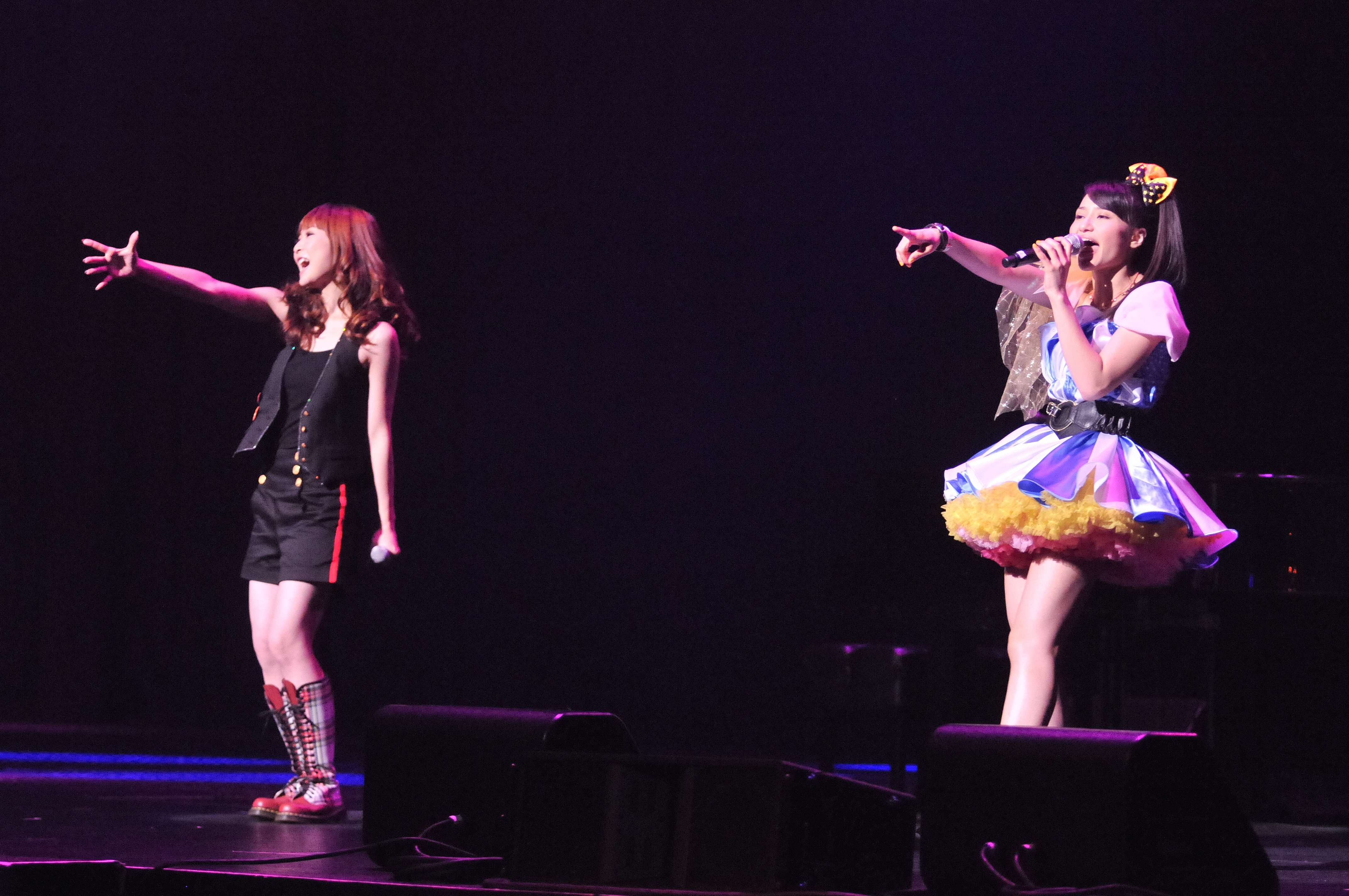
May'n (stânga) evoluând cu Megumi Nakajima (dreapta) la Anime Expo 2010

Stilul muzical al lui May'n variază de la pop și rock până la muzică dance și R&B. Ea a declarat că printre influențele sale muzicale se numără Britney Spears, Madonna, Janet Jackson și Namie Amuro⁠(d), iar colaborarea cu compozitoarea Yoko Kanno⁠(d) a avut un impact pozitiv puternic asupra carierei sale.
În interviurile oferite site-ului Anime News Network, May'n a descris stilul său de interpretare și experiența de lucru cu compozitori precum Kanno și Daisuke Asakura⁠(d). Ea a mărturisit că, deși inițial prefera să abordeze genurile R&B și dance, colaborarea cu Kanno a făcut-o să înțeleagă că vocea sa se potrivește mai bine cu muzica rock. Atunci când interpretează piesa de generic pentru un anime, ea încearcă să „asculte inima fiecărui personaj”. De cănd a devenit vocea, în cântece, a personajului Sheryl Nome, a dorit să „devină” acest personaj, dar Kanno a sfătuit-o să se comporte mai natural și mai puțin ca Sheryl. În ce-l privește pe Asakura, May'n a declarat că îi admiră opera și colaborarea cu el i-a permis să experimenteze stiluri muzicale pe care nu le abordase niciodată. Numele de scenă — May'n — este, conform cântăreței, un joc de cuvinte asupra lexemului englezesc main („principal”), cu intenția de a transmite mesajul că piesele pe care le interpretează în anime sunt cele „principale”, iar ea este „interpreta principală”.
Despre cântecul „You”, piesă de generic a seriei anime The Ancient Magus' Bride⁠(d), May'n relata, într-un interviu acordat site-ului DaVinci News în februarie 2018, că vrea să reprezinte relația dintre personajele seriei Chise și Elias, mai ales caracterul întunecat și trist al lui Elias. A mai remarcat că, întrucât lansarea single-ului coincidea cu aniversarea a 10 ani de carieră muzicală, și-a pus scopul să-și depășească propriile puteri în înregistrarea acestei piese, demonstrând că a evoluat ca interpret și că a lucrat asupra neajunsurilor sale.

## Discografie

### Albume
| Artist                            | An   | Titlu                                                                                                | Poziție în clasamentul Oricon | Poziție în clasamentul Oricon | Poziție în clasamentul Oricon | Ref.   |
| Artist                            | An   | Titlu                                                                                                | Top zi/săpt.                  | Săptămâni                     | Vânzări                       | Ref.   |
| --------------------------------- | ---- | --- | ----------------------------- | ----------------------------- | ----------------------------- | ------ |
| May'n                             | 2009 | Styles - Casă de discuri: Victor Entertainment⁠(d) (VTZL-11; VTCL-60190) - Lansare: 25 noiembrie 2009 | 3/7                           | 10                            | 36.611                        | [ 21 ] |
| Sheryl Nome interpretată de May'n | 2010 | Cosmic Cuune - Casă de discuri: Victor Entertainment (VTCL-60230) - Lansare: 24 noiembrie 2010       | 5/6                           | 10                            | 49.663                        | [ 25 ] |
| May'n                             | 2011 | If You... - Casă de discuri: Victor Entertainment - Lansare: 23 februarie 2011                       | 7/7                           | 8                             | 28.493                        | [ 28 ] |
| May'n                             | 2012 | Heat - Casă de discuri: Victor Entertainment - Lansare: 21 martie 2012                               | 5/9                           | 9                             | 19.525                        | [ 33 ] |
| May'n                             | 2014 | New World - Casă de discuri: Victor Entertainment - Lansare: 29 ianuarie 2014                        | 6/9                           | 6                             | 15.334                        | [ 55 ] |
| May'n                             | 2017 | Peace of Smile - Casă de discuri: Victor Entertainment - Lansare: 18 octombrie 2017                  | ?/13                          | 4                             | ?                             | [ 47 ] |

### EP
| Artist                            | An   | Titlu | Poziție în clasamentul Oricon | Poziție în clasamentul Oricon | Poziție în clasamentul Oricon | Ref.   |
| Artist                            | An   | Titlu | Top                           | Săptămâni                     | Vânzări                       | Ref.   |
| --------------------------------- | ---- | --- | ----------------------------- | ----------------------------- | ----------------------------- | ------ |
| May'n                             | 2009 | May'n Street (メイン☆ストリート Mein Sutorīto?) - Casă de discuri: Victor Entertainment⁠(d) (VTCL-60090) - Lansare: 21 ianuarie 2009       | 2/2                           | 9                             | 37.503                        | [ 19 ] |
| Sheryl Nome interpretată de May'n | 2009 | Universal Bunny (ユニバーサル・バニー Yunibāsaru Banī?) - Casă de discuri: Victor Entertainment (VTCL-60177) - Lansare: 25 noiembrie 2009 | 2/3                           | 16                            | 101.599                       | [ 56 ] |

### Discuri single
| Artist                            | An   | Titlu | Poziție în clasamentul Oricon | Poziție în clasamentul Oricon | Poziție în clasamentul Oricon | Album           | Piesă de generic în                               | Ref.          |
| Artist                            | An   | Titlu | Top zi/săpt.                  | Săptămâni                     | Vânzări                       | Album           | Piesă de generic în                               | Ref.          |
| --------------------------------- | ---- | --- | ----------------------------- | ----------------------------- | ----------------------------- | --------------- | ------------------------------------------------- | ------------- |
| May Nakabayashi                   | 2005 | „Crazy Crazy Crazy” - Casă de discuri: Universal Music Japan (UPCI-5012) - Lansare: 27 aprilie 2005; 1 iunie 2005 (re-lansare) | —                             | —                             | —                             |                 |                                                   | [ 5 ]         |
| May Nakabayashi                   | 2005 | „Sympathy” - Casă de discuri: Universal Music Japan (UPCI-5018) - Lansare: 3 august 2005 | —                             | —                             | —                             | —               |                                                   | [ 8 ]         |
| May Nakabayashi                   | 2006 | „Fallin' in or Not” feat. SEAMO⁠(d) - Casă de discuri: Universal Music Japan (UPCI-5039) - Lansare: 27 septembrie 2006 | 159                           | 1                             | 544                           |                 | Love Get Chu⁠(d)                                   | [ 9 ]         |
| Sheryl Nome interpretată de May'n | 2008 | „Diamond Crevasse / Iteza☆Gogo Kuji Don't be late” (ダイアモンド クレバス / 射手座☆午後九時Don't be late Daiamondo Kurebasu/Iteza Gogo Kuji Donto Bī Reito?) - Casă de discuri: Victor Entertainment⁠(d) (VTCL-35025) - Lansare: 8 mai 2008 | 2/2                           | 27                            | 108.504                       | —               | Macross Frontier⁠(d)                               | [ 11 ]        |
| Sheryl Nome interpretată de May'n | 2008 | „Lion” (ライオン Raion?) - Casă de discuri: Victor Entertainment (VTCL-35033) - Lansare: 20 august 2008 | 2/3                           | 19                            | 123.900                       | May'n Street    | Macross Frontier⁠(d)                               | [ 12 ]        |
| May'n                             | 2009 | „Kimi Shinitamō Koto Nakare” (キミシニタモウコトナカレ? Thou Shalt Not Die) - Casă de discuri: Victor Entertainment (VTCL-35070) - Lansare: 6 mai 2009                                                                                     | 5/10                          | 14                            | 20.671                        | Styles          | Shangri-La                                        | [ 20 ]        |
| Sheryl Nome interpretată de May'n | 2009 | „Pink Monsoon” - Casă de discuri: Victor Entertainment (VTCL-35088) - Lansare: 21 octombrie 2009 | 2/5                           | 9                             | 38.703                        | Universal Bunny | Macross Frontier                                  | [ 57 ]        |
| May'n                             | 2010 | „Ready Go!” - Casă de discuri: Victor Entertainment (VTCL-35093 ) - Lansare: 28 iulie 2010 | 11/21                         | 8                             | 13.292                        | If You...       | Ōkami-san to Shichinin no Nakamatachi             | [ 58 ]        |
| May'n                             | 2010 | „Shinjitemiru” (シンジテミル? See the Truth) - Casă de discuri: Victor Entertainment (VTCL-35101) - Lansare: 13 octombrie 2010 | 12/14                         | 4                             | 8.513                         | If You...       | Injitemiru 7-nichikan no Death Game⁠(d)            | [ 59 ]        |
| May'n                             | 2011 | „Scarlet Ballet” - Casă de discuri: Victor Entertainment (VTCL-35106) - Lansare: 11 mai 2011 | 9/11                          | 10                            | 24.435                        | Heat            | Aria the Scarlet Ammo⁠(d)                          | [ 60 ]        |
| May'n                             | 2011 | „Brain Diver” - Casă de discuri: Victor Entertainment (VTCL-35116) - Lansare: 2 noiembrie 2011 | 16/18                         | 6                             | 8.320                         | Heat            | Phi Brain: Kami no Puzzle⁠(d)                      | [ 61 ]        |
| May'n                             | 2012 | „Chase the world” - Casă de discuri: Victor Entertainment (VTCL-35135) - Lansare: 9 mai 2012 | 5/7                           | 13                            | 33.556                        | —               | Accel World⁠(d)                                    | [ 62 ]        |
| May'n                             | 2013 | „Run Real Run” w/ "アウトサイダー" (Outsider) - Casă de discuri: Victor Entertainment (VTCL-35150) - Lansare: 8 mai 2013 | 10/20                         | 3                             | 4.825                         | —               | Real Onigokko The Origin / Onimusha Soul          | [ 63 ]        |
| May'n                             | 2013 | „Vivid” w/ "ワイルドローズ" (Wild Rose) - Casă de discuri: Victor Entertainment (VTCL-35155) - Lansare: 24 iulie 2013 | 15/19                         | 5                             | 7.876                         | —               | Blood Lad⁠(d)/Ikenie no Dilemma                    | [ 64 ]        |
| May'n                             | 2014 | „Kyo ni Koiro” (今日に恋色? Today in Color of Love) - Casă de discuri: Victor Entertainment (VTCL-VTCL-35170) - Lansare: 29 ianuarie 2014                                                                                                  | —                             | —                             | —                             | —               | Inari, Konkon, Koi Iroha⁠(d)                       | [ 65 ]        |
| May'n                             | 2014 | „Re:REMEMBER” w/ „誰がために” - Casă de discuri: Victor Entertainment (VTZL-81) - Lansare: 18 iunie 2014 | —                             | —                             | —                             | —               | M3: Sono Kuroki Hagane⁠(d)                         | [ 66 ]        |
| May'n                             | 2017 | „Itoshisa to Setsunasa to Kokorozuyosa to” - Lansare: 31 mai 2017 | —                             | —                             | —                             | —               | Ultra Street Fighter II: The Final Challengers⁠(d) | [ 67 ]        |
| May'n                             | 2018 | „You” - Lansare: 7 februarie 2018 | —                             | —                             | —                             | —               | The Ancient Magus' Bride⁠(d)                       | [ 68 ] [ 69 ] |

### Single-uri digitale
| An   | Titlu                                                                                                | Piesă de generic în             |
| ---- | --- | ------------------------------- |
| 2005 | „Happy” - Lansare: 11 decembrie 2005                                                                 |                                 |
| 2007 | „Ame ni Saku Hana” (雨に咲く花? Blooming Flowers in the Rain) - Lansare: 31 ianuarie 2007            |                                 |
| 2009 | „My Teens, My Tears” - Lansare: 21 octombrie 2009                                                    |                                 |
| 2009 | „Grand Piano” - Lansare: 25 noiembrie 2009                                                           |                                 |
| 2010 | „Ai wa Furu Hoshi no Gotoku” (愛は降る星のごとく? Love Is Like Falling Stars) - Lansare: 12 mai 2010 | Saikyou Bushouden: Sangoku Engi |
| 2012 | „Aozora” (アオゾラ? Blue sky) - Lansare: 11 octombrie 2012                                           | Btooom!⁠(d)                      |
| 2012 | „Mr. Super Future Star” - Lansare: 22 noiembrie 2012                                                 | E.X. Troopers⁠(d)                |

### DVD și Blu-ray

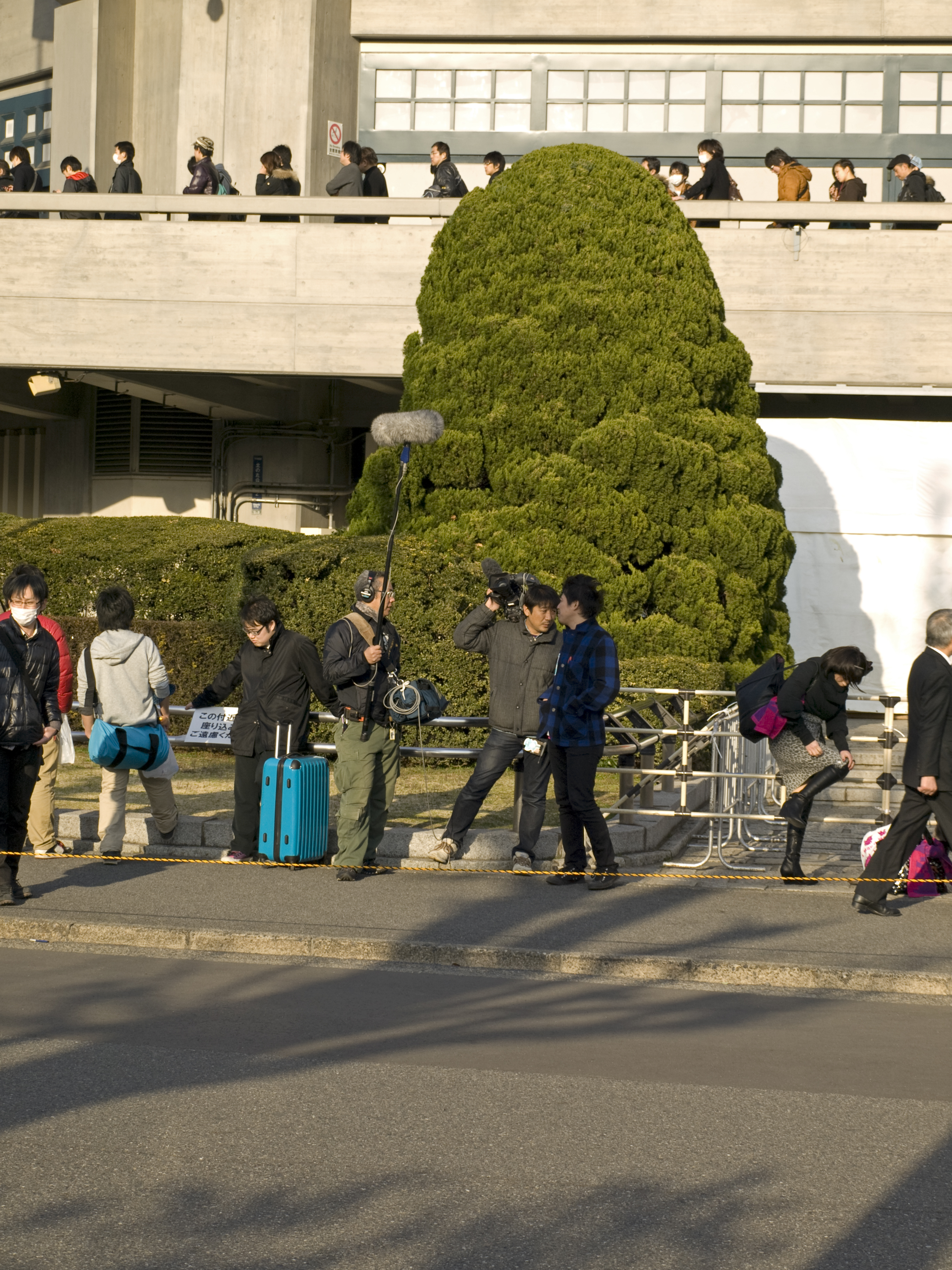
O echipă de televiziune (în față) și coada formată din spectatori (în spate) înaintea deschiderii concertului „MIC-A-MANIA”, la Nippon Budokan, Tokyo, martie 2013

| Titlu                                                      | Dată             | Tip     | Casă de discuri / distribuitor   | Note                                                                |
| ---------------------------------------------------------- | ---------------- | ------- | -------------------------------- | ------------------------------------------------------------------- |
| May'n Act                                                  | 25 martie 2009   | DVD     | Victor Entertainment⁠(d) (VTBL-3) | Înregistrarea concertului de la Akasaka Blitz⁠(d), 19 ianuarie 2009  |
| May'n Special Concert BD Big Waaaaave!! in Nippon Budokan  | 26 mai 2010      | Blu-ray | Victor Entertainment (VTXL-1)    | Înregistrarea concertului de la Nippon Budokan⁠(d), 24 ianuarie 2010 |
| May’n Special Concert DVD Big Waaaaave!! in Nippon Budokan | 26 mai 2010      | DVD     | Victor Entertainment (VTBL-9)    | idem, pe DVD                                                        |
| May'n Special Concert BD Rhythm Tank!! at Nippon Budokan   | 2 noiembrie 2011 | Blu-ray | Victor Entertainment (VTXL-7)    | Înregistrarea concertului de la Nippon Budokan, 6 martie 2011       |
| May’n Special Concert DVD Rhythm Tank!! at Nippon Budokan  | 2 noiembrie 2011 | DVD     | Victor Entertainment (VTBL-17)   | idem, pe DVD                                                        |

### Colaborări
| Titlu                                                                         | Dată              | Tip                  | Casă de discuri / distribuitor       | Note                                                              |
| ----------------------------------------------------------------------------- | ----------------- | -------------------- | ------------------------------------ | ----------------------------------------------------------------- |
| Macross F (Frontier) O.S.T.1 "Nyan Fro"                                       | 4 iunie 2008      | album CD             | Victor Entertainment⁠(d) (VTCL-60060) | May'n este amintită ca "Sheryl Nome starring May'n"               |
| Macross F (Frontier) O.S.T.2 "Nyan Tra"                                       | 8 octombrie 2008  | album CD             | Victor Entertainment (VTCL-60061)    | May'n este amintită ca "Sheryl Nome starring May'n"               |
| Macross F (Frontier) Vocal Collection "Nyan Tama"                             | 3 decembrie 2008  | album CD (2 discuri) | Victor Entertainment (VTCL-60100)    | May'n este amintită ca "Sheryl Nome starring May'n"               |
| Macross F (Frontier) Galaxy Tour Final in Budokan                             | 30 octombrie 2009 | concert DVD          | Bandai (BCBM-0011)                   | [ 82 ]                                                            |
| Macross F (Frontier) Galaxy Tour Final in Budokan                             | 27 noiembrie 2009 | concert Blu-ray      | Bandai (BCXE-0216)                   | Same as above but on Blu-ray                                      |
| Macross F (Frontier) Concept Album "Cosmic Cuune"                             | 24 noiembrie 2010 | album CD             | Victor Entertainment (VTCL-60230)    | May'n este amintită ca "Sheryl Nome starring May'n"               |
| Yoko Kanno Produce Macross F Super Dimensional Super Live Cosmic Nyan Blu-ray | 23 noiembrie 2011 | concert Blu-ray      |                                      | [ 84 ]                                                            |
| Yoko Kanno Produce Macross F Super Dimensional Super Live Cosmic Nyan DVD     | 23 noiembrie 2011 | concert DVD          |                                      | [ 84 ]                                                            |
| Kamen Rider Fourze ED Theme "Giant Step"                                      | 25 ianuarie 2012  | single CD            | Avex Trax (AVCA-49427)               | May'n este amintită ca "Astronauts", împreună cu Yoshiharu Shiina |